# Голубково (Удомельский район)
Голубково — деревня в Удомельском городском округе Тверской области.

## География
Деревня находится в северной части Тверской области на расстоянии приблизительно 18 км на восток по прямой от железнодорожного вокзала города Удомля в 2 км севернее железной дороги Бологое-Рыбинск.

## История
Известна с 1859 года как владение А. С. Таунлей. Дворов (хозяйств) в ней было 17 (1859 год), 25 (1886), 33 (1911), 53 (1961), 38 (1986), 29 (1999). В советское время работали колхозы «Голубково», «Трудовик», «Актив» и совхоз «Еремковский». До 2015 года входила в состав Еремковского сельского поселения до упразднения последнего. С 2015 года в составе Удомельского городского округа.

## Население
Численность населения: 111 человек (1859 год), 175 (1886), 216 (1911), 162 (1961), 66 (1986), 46 (русские 87 %) в 2002 году, 42 в 2010.